# NBA All-Star Weekend
Die National Basketball Association (NBA) trägt im Februar jeden Jahres ein All-Star-Weekend (dt. „All-Star-Wochenende“) aus. Während des All-Star Weekends finden mehrere Basketball-Veranstaltungen statt und am Sonntagabend das All-Star Game. Die Spiele der regulären NBA-Saison werden zu dieser Zeit ausgesetzt, weshalb man auch vom All-Star-Break (dt. „All-Star-Unterbrechung“) spricht.

## Das All-Star Game
Das All-Star Game, das sonntags stattfindet, ist die Hauptveranstaltung des Weekends.

## Weitere Veranstaltungen des All-Star Weekends
Vor dem All-Star Game finden jeweils von Freitag bis Samstag folgende Wettbewerbe und Veranstaltungen statt:
- Slam Dunk Contest
- Three-Point Shootout
- Skills Challenge
- Rookie Challenge
- G-League All-Star Game
- Celebrity Game (Prominentenspiel)
- Jam Sessions (Fans treffen die NBA- und WNBA-Stars und können an interaktiven Spielen teilnehmen)

Immer wieder werden auch neue Wettbewerbsformate begonnen und alte wieder eingestellt, wie z. B. das von 1984 bis 1993 stattfindende NBA-Legenden-Spiel.